# Isaiah Thomas
|  | No s'ha de confondre amb Isiah Thomas. |

Isaiah Thomas (Tacoma, Washington, el 7 de febrer de 1989) és un jugador de bàsquet professional estatunidenc que pertany a la plantilla dels Washington Wizards de l'NBA. Amb 1,75 metres d'alçada, juga en la posició de base.
Al llarg de la seva carrera professional ha jugat pels Phoenix Suns, Boston Celtics, Cleveland Cavaliers, Denver Nuggets, Los Angeles Lakers i Washington Wizards.

## Carrera universitària
Thomas va assistir a SavageCurtis Senior High School a University Place, Washington, fins als 16-17 anys, i després es va traslladar a South Kent School a South Kent, Connecticut, va repetir a causa del baix rendiment acadèmic. Es va graduar a la South Kent School el 2008. Al Curtis, Thomas va obtenir una mitjana de 31,2 punts com a menor. El 20 d'abril de 2006 va anunciar la seva intenció de signar amb University of Washington.